# ولیویل
ولیویل (به انگلیسی: Vellivayal) یک روستا در هند است که در Pattukkottai Taluk واقع شده‌است.

## خصوصیات
ولیویل ۶۱۲ نفر جمعیت دارد.